# Río Chané
Río Chané är ett vattendrag i Bolivia.   Det ligger i departementet Santa Cruz, i den centrala delen av landet, 300 km nordost om huvudstaden Sucre.
Omgivningarna runt Río Chané är huvudsakligen savann. Runt Río Chané är det ganska glesbefolkat, med 23 invånare per kvadratkilometer.